# Teoría del buque
La teoría del buque es una aplicación de la geometría y de la mecánica al estudio del buque, considerado como estructura que está flotando, parcialmente sumergido en el agua, parcialmente al aire o totalmente sumergido en el agua, y que puede moverse con seis grados de libertad en su interacción con la mar y el aire.

## Subdivisiones de la teoría del buque
La teoría del buque puede subdividirse en las siguientes partes:
- Estabilidad transversal, estabilidad longitudinal incluyendo la hidrostática
- Resistencia al avance, que estudia la resistencia experimentada por la carena de un buque al desplazarse en el agua.
- Propulsión, que estudia el comportamiento de la hélice funcionando en la popa del buque.
- Maniobrabilidad
- Comportamiento del buque en la mar

- Datos: Q6141993